# Herb Nowej Rudy
Herb Nowej Rudy – jeden z symboli miasta Nowa Ruda w postaci herbu.

## Wygląd i symbolika
Herb przedstawia na czerwonej tarczy wizerunek wykarczowanego pnia drzewa koloru złotego. 
Herb zawiera elementy graficzne nawiązujące do niemieckiej nazwy miasta (Neurode). Słowo „Rode” oznacza w języku niemieckim "karczowisko" (od „roden” – „karczować”). Czerwona barwa w tle, na którym przedstawiony jest ów pień przywołuje skojarzenie z charakterystycznymi czerwonoziemami występującymi na terenie miasta i gminy. 

## Historia
Wizerunek herbowy widnieje na pieczęciach począwszy od XVI wieku